# جان بی. بوترایت
جان بیکر بوترایت (John Baker Boatwright)‏ (۲۷ نوامبر ۱۸۸۱–۲۸ مارس ۱۹۶۵)، حقوقدان و از سال ۱۹۲۲ به مدت ۳۸ سال، عضو مجلس نمایندگان ویرجینیا به نمایندگی از شهرستان‌های باکینگهام، اپوماتوکس و کامبرلند، بود. بوترایت به عنوان عضو سازمان برد یا سازمان سیاسی حزب دموکرات، رهبر مقاومت گسترده در برابر ادغام نژادی شد.

## اوان زندگی و خانواده
بوترایت در سال ۱۸۸۱ در شهر ماریون ایالت ویرجینیا در خانوادهٔ روبین بیکر بوترایت (۱۸۳۱–۱۹۱۳)، کشیش باپتیست (و کشیش پیشین دربار کنفدراسیون) و خانمش ماریا الیزابت وودروف، اهل شهرستان کامبرلند ایالت ماساچوست، متولد شد. این خانواده در سال ۱۸۹۴ به شهرستان باکینگهام نقل مکان نمود. فردریک ویلیام بوترایت (۱۸۶۸–۱۹۵۱)، برادر بزرگ وی، سر انجام رئیس کالج ریچموند شد و ۵۱ سال در این کالج خدمت کرد و کتابخانه اصلی بنام وی نام‌گذاری شده‌است. خانوادهٔ روبین بوترایت حد اقل سه دختر نیز داشتند.
جان بوترایت در سال ۱۹۱۲ با گرس نال جانز بوترایت (۱۸۸۴–۱۹۶۵)، ازدواج نمود و این زوج پنج فرزند داشتند که پس از مرگ والدین شان (گرس سه هفته پس از شوهرش فوت نمود)، زنده بودند. جان بوترایت پسر (۱۹۱۵–۱۹۹۳)، حقوق‌دان و دبیر کمیسیون آموزش عمومی یا گری و سپس قانون‌گذار ویرجینیا شد و در تصویب قوانین متحدالشکل ویرجینا کمک نمود. فردریک بوترایت (۱۹۲۱–۱۹۹۴)، و لئوس بوترایت بروم (۱۹۱۳–۲۰۰۱) و کارلاین بوترایت رایز (۱۹۱۷–۲۰۰۲)، نیز از جمله فرزندان جان و گرس بوترایت، بودند. جان بی. بوترایت سوم، نوهٔ وی نیز حقوق‌دان و مدافع عمومی فدرال شد.

## حرفهٔ سیاسی
بوترایت در سال ۱۹۰۸ در کانون وکلاء پذیرفته شد و چندین سال در وزارت امور خارجهٔ ایالات متحده کار نمود. در سال ۱۹۱۴ وکالت عمومی را در باکینگهام ایالت ویرجینیا آغاز نمود. در کانون وکلاء، در کلیسای باپتیست، انجمن خیریهٔ دوستانهٔ وودمین، انجمن روریتان‌ها و باشگاه حفاظت از بازی‌های محلی، فعال بود. در سال ۱۹۲۱ نمایندهٔ شهرستان باکینگهام در مجلس نمایندگان ویرجینیا انتخاب شد و ۱۸ مرتبه مجدداً انتخاب شد. وی در اوایل در ناحیهٔ بیست و سوم خدمت می‌کرد، اما پس از ناحیه بندی مجدد در سال ۱۹۳۶، نماینده ناحیهٔ پنجاه و نهم بود. بوترایت برای انتخاب مجدد در سال ۱۹۵۹ کاندید نشد اما شش سال بعد تا زمان مرگش (در اثر یک بیماری کوتاه)، دبیر حزب دموکرات شهرستان باکینگهام بود.
بوترایت در تحریر و اجرای بسیاری از قوانین مقاومت گسترده که به فراخوانی فرماندار توماس بی. استانلی در کمیسیون ویژه مجمع عمومی ویرجینیا در ماه اوت سال ۱۹۵۶ به تصویب رسید، کمک نمود. این سند تقنینی از پیشنهادهای کمیسیون آموزش عمومی یا گری، که گارلند گری، سناتور ایالتی، بوترایت، چارلز آر. فنویک و سایر طرفداران برد و دیوید جی. میز به عنوان مشاور در آن حضور داشتند، قدم فراتر گذاشت. (می‌ها از تبعیض نژادی در چندین پروندهٔ حقوقی من‌جمله قانون ضد انجمن ملی پیشرفت رنگین‌پوستان که بعدها توسط جان بوترایت پدر ارائه شد، دفاع کرد و به همین‌گونه در هیئت مدیره دانشگاه ریچموند حضور داشتند).
هفت قانون، انجمن ملی پیشرفت رنگین‌پوستان و سایر سازمان‌های که تبعیض نژادی را در کشورهای مشترک المنافع به چالش می‌کشیدند، نشانه گرفت و در ۲۹ ماه سپتامبر سال ۱۹۵۶ توسط مجمع عمومی تأیید شد. فرینوک، تهیه کنندهٔ اصلی این قانون نمایندهٔ آرلینگتون (یکی از نواحی مدرسهٔ مورد ادعا که تا ژوئن برنامه‌ای را مبنی بر پیشنهاد پذیرش حکم قضائی تبعیض نژادی صادر کرد)، بود. فرماندار استانلی، بوترایت و سایرین در سازمان برد، پیشنهاد کردند که هر سازمانی که تبعیض زدایی می‌نماید حتی سازمانی که طبق حکم دادگاه این کار را انجام دهد، را بسته نمایند. قانون‌گذاران علیرغم دیدگاه می‌ها مبنی بر اینکه دادگاه آنرا مغایر قانون اساسی اعلام نماید که سرانجام چنین شد، این قوانین را تصویب نمودند.

## کمیتهٔ بوترایت
بوترایت، در ابتداء همراه با پسرش جان بی. بوترایت پسر به عنوان دستیار و هارولد وی. کیلی از بخش تحقیقات قانون موضوعه و مسوده به عنوان منشی و دستیار مشاور، ریاست کمیتهٔ جدید تخلفات علیه اداره دادگستری را به‌عهده داشت. ویلیام اچ. کینگ اهل ریچموند مشاور کمیته (همکاری که سرانجام به شرکت حقوقی مک‌گویر وودز تبدیل شد و به عنوان رئیس کانون وکلای ایالت ویرجینیا در سال ۱۹۶۳–۱۹۶۴، خدمت کرد)، بود.
رئیس مجلس سنا، سناتورهای حقوق‌دان هر یک ای. آلمر پسر، اهل شهر اونانوک و ارل ای. فیتزپاتریک از رانوک را در عضویت این کمیته (که بعدها نائب رئیس شد)، منصوب نمود. رئیس مجلس نمایندگان، بوترایت و نمایندگان حقوق‌دان همکار وی، ویلیام اف. استون و جی. جی ویلیامز پسر را در کمیته منصوب نمود. در اوایل ماه ژانویه سال ۱۹۵۷، این کمیته نامه‌های را صادر نمود که ضمن آن نامه‌ها از انجمن ملی پیشرفت رنگین‌پوستان و به همین‌گونه مدافعان حاکمیت ایالت و آزادی‌های فردی و سایر سازمان‌های طرفدار تبعیض نژادی، خواستار اطلاعات شده بود. در جریان ماه آینده، این کمیته به احضار لست عضویت انجمن ملی پیشرفت رنگین‌پوستان، شروع نمود. این فعالیت‌ها سبب اقامه دعوی قضائی (درخواست انجمن ملی پیشرفت رنگین‌پوستان برای لغو احضاریه‌ها) در شهر ریچموند و چندین شهرستان ویرجینیا شد که سرانجام این درخواست به‌عنوان بخشی از سوابق ارائه شده به دادگاه عالی ایالات متحده در پروندهٔ انجمن ملی پیشرفت رنگین‌پوستان بر علیه بوتون شد، دوبار درمورد آن بحث شد و سر انجام در سال ۱۹۶۳ در مورد آن تصمیم گرفته شد. احضاریه‌ها و سایر فعالیت‌ها به زودی عضویت در انجمن ملی پیشرفت رنگین‌پوستان را به نیم کاهش داد.
کمیتهٔ بوترایت در ماه مارس سال ۱۹۵۷ رسماً اعلام کرد که سازمان‌های مختلف طرفدار تبعیض نژادی، مرتکب تخلفات حقوقی گسترده، منجمله شرکت در دعوا، مداخله غیرقانونی در دعوی، خیانت در امانت، رقابت یا کلاه‌برداری و وکالت غیرمجاز نشده‌اند. این کمیسیون هیچ‌نوع جلسهٔ استماعیه عمومی برگزار نکرد اما در دعوی انجمن ملی پیشرفت رنگین‌پوستان که شامل شهادت شاهدان وکیل و والدین شاکیان موکل بود، سهم گرفت.
گزارش ابتدائی کمیته، منتشرهٔ ۱۳ نوامبر سال ۱۹۵۷، تنفیذ قوانین جدید را علیه حقوق‌دانان مختلف انجمن ملی پیشرفت رنگین‌پوستان که در این دعوی حقوقی ادای شهادت کرده بودند، توصیه نمود.
در عین حال، جیمز ام. تامسن نمایندهٔ جوان اهل اسکندریه (داماد سناتور برد)، رئیس کمیته تحقیقاتی جدید، کمیتهٔ اصلاح قانون و فعالیت‌های نژادی (کمیتهٔ a/k/a تامسن)، بود. بازجوئی متجاوزانه تامسن از ناشر دیوید اچ. اسکول (کوئیکر اهل آنادالا)، در ارتباط به رساله چاپی حامی تبعیض نژادی، سبب اهانت اسکول توسط دادگاه آرلینگتون شد که دادگاه عالی ایالات متحده در پروندهٔ پیشین اسکول علیهٔ کمیتهٔ اصلاح قانون و فعالیت‌های نژادی پیشین ویرجینیا در ۴ ماه می سال ۱۹۵۹، آنرا لغو نمود.
پس از تصمیم غیر مطلوب اسکال (scull)، کمیتهٔ تامسن با این کمیته ادغام شد. استون در مجلس سنا انتخاب شد اما در کمیته باقی‌ماند. سناتور آمیز و نماینده جی جی. ویلیامز، کمیته را ترک نمودند. تامسن و نمایندگان هریک فرانسیس بی. گولدمن اهل فردریکزبورگ و فرانک پی. مونکور از استافورد با سناتور جوزف سی. هاچسون از لارونسویل (رئیس پیشین انجمن دادستانی مشترک‌المنافع)، در این کمیته اضافه شدند. کمیتهٔ بازنگری شده در ۲۷ ماه ژوئیه سال ۱۹۵۹ در فلوید ایالت ویرجینیا، جلسهٔ استماعیه برگزار کرد. در این جلسهٔ استماعیه، این کمیته از روبین ای. لاوسن اهل رونوک (مشاور ساموئل وایلبرت توکر)، دادستان انجمن ملی پیشرفت رنگین‌پوستان، به همین‌گونه جیمز آل واکر از انجمن آموزگاران مدرسهٔ والدین هاریس-هارت و تقریباً ده‌ها والدین در مورد دعوی حقوقی لاوسن علیه هیئت مدرسهٔ شهرستان فلوید، سؤال نمود.